# South Sudan Federal Democratic Party
Die South Sudan Federal Democratic Party (SSFDP, dt. „Föderale demokratische Partei des Südsudan“) ist eine Rebellengruppe im Südsudan. Die Miliz steht unter der Führung von Anthony Ongwaja und besteht hauptsächlich aus Mitgliedern der Volksgruppe der Lotuko.
Die Kampfhandlungen der Gruppe ereignen sich vor allem im Gebiet um Torit im Bundesstaat Eastern Equatoria. Die Rebellengruppe steht in Verbindung mit der größeren, ähnlichen Federal Democratic Party/South Sudan Armed Forces unter Führung von Peter Gadet, Gabriel Chang und Gathoth Gatkuoth.
Die SSFDP tauchte Anfang Dezember 2015 auf, als eine Gruppe von Abtrünnigen der Streitkräfte des Südsudan (Sudan People’s Liberation Army, SPLA) einen ländlichen Polizeiposten in Idolu bei Torit besetzten. Bald darauf nahmen sie die Stadt Longiro ein. Ein Gefecht in Oguruny führte zu schweren Verwüstungen.
Anthony Ongwaja, der Anführer der SSFDP, beansprucht, bei der SPLA den Rang eines Major General gehabt zu haben, bevor er die Armee verließ. Er möchte für föderale Demokratie im Südsudan kämpfen.